# Passeroidea
Passeroidea — надродина горобцеподібних птахів, одна з трьох основних клад Passerida поряд з Muscicapoidea і Sylvioidea. Містить близько 1500 видів у приблизно 30 родинах. Члени надродини трапляються по всьому світу.

## Систематика

### Список родин
- Modulatricidae (плямогорлець, какамега, бура тимелія, 3 види)
- Promeropidae Vigors, 1825 (цукролюбові, 2 види)
- Irenidae Jerdon, 1863 (іренові , 2 види)
- Chloropseidae Wetmore, 1960 (зеленчикові , 11 видів)
- Dicaeidae Bonaparte (квіткоїдові, 48 видів)
- Nectariniidae Vigors, 1825 (нектаркові, 145 видів)
- Passeridae Illiger, 1811 (горобцеві, 43 види)
- Ploceidae Sundevall, 1836 (ткачикові, 117 видів)
- Estrildidae Bonaparte, 1850 (астрильдові, 141 вид)
- Viduidae Cabanis, 1841 (вдовичкові, 20 видів)
- Peucedramidae Wolters, 1980 (окотеро, 1 вид)
- Prunellidae Richmond, 1908 (тинівкові, 13 видів)
- Motacillidae Horsfield, 1821 (плискові, 68 видів)
- Urocynchramidae Domaniewski, 1918 (гірська чечевиця, 1 вид)
- Fringillidae Leach, 1820 (в'юркові, 228 видів)
- Calcariidae Ridgway, 1901 (подорожникові, 6 видів)
- Rhodinocichlidae Ridgway, 1902 (кео, 1 вид)
- Emberizidae Vigors, 1831 (вівсянкові, 44 види)
- Passerellidae Cabanis & Heine, 1850 (американські вівсянки, 136 видів)
- Calyptophilidae Ridgway, 1907 (корніхон, 1 вид)
- Phaenicophilidae Sclater, 1886 (пальмагри та ін., 4 види)
- Nesospingidae Barker et al., 2013 (пуерто-риканський тангар, 1 вид)
- Spindalidae Barker et al., 2013 (антильська танагра, 4 види)
- Zeledoniidae Ridgway, 1907 (коронник-куцохвіст, 1 вид)
- Teretistridae Baird, 1864 (ситівки, 2 види)
- Icteriidae Baird, 1858 (іктерія, 1 вид)
- Icteridae Vigors, 1825 (трупіалові, 109 видів)
- Parulidae Wetmore et al., 1947 (піснярові, 119 видів)
- Mitrospingidae Barker et al., 2013 (танагра-потрост та ін., 4 види)
- Cardinalidae Ridgway, 1901 (кардиналові, 53 види)
- Thraupidae Cabanis, 1847 (саякові, 384 види)